# Pertuis Charentais
Pertuis Charentais este o arie protejată (sit de importanță comunitară — SCI) din Franța întinsă pe o suprafață de 456.027 ha, integral marine.

## Localizare
Centrul sitului Pertuis Charentais este situat la coordonatele 46°02′39″N 1°35′14″W / 46.04417°N 1.58722°V.

## Înființare
Situl Pertuis Charentais a fost declarat arie specială de conservare în baza directivei 92/43 din 1992 referitoare la conservarea habitatelor naturale și a faunei și florei sălbatice pentru a proteja 9 specii de animale.

## Biodiversitate
Situată în ecoregiunea atlantică, aria protejată conține 8 habitate naturale: Estuare, Golfuri mici largi și golfuri puțin adânci, Bancuri de nisip acoperite în permanență slab de apă marină, Terase mlăștinoase și terase nisipoase neacoperite de apă la reflux, Vegetație anuală la limita mareei, Salicornia și alte specii anuale care populează regiunile mlăștinoase și nisipoase, Peșteri marine scufundate complet sau parțial, Recifuri.
La baza desemnării sitului se află mai multe specii protejate:
- mamifere (3): Halichoerus grypus, marsuin (Phocoena phocoena), delfin mare (Tursiops truncatus)
- pești (6): șip (Acipenser sturio), Alosa alosa, Alosa fallax, Lampetra fluviatilis, Petromyzon marinus, somonul (Salmo salar)

Pe lângă speciile protejate, pe teritoriul sitului au mai fost identificate 3 specii de mamifere, 2 specii de nevertebrate, 2 specii de pești, 2 specii de reptile.